# Велфис
Велфис (њем. Wölfis) општина је у њемачкој савезној држави Тирингија. Једно је од 57 општинских средишта округа Гота. Према процјени из 2010. у општини је живјело 1.569 становника. Посједује регионалну шифру (AGS) 16067081.

## Географски и демографски подаци
Велфис се налази у савезној држави Тирингија у округу Гота. Општина се налази на надморској висини од 405 метара. Површина општине износи 29,4 km². У самом мјесту је, према процјени из 2010. године, живјело 1.569 становника. Просјечна густина становништва износи 53 становника/km².

## Међународна сарадња
| Мјесто | Држава   | Врста сарадње | Од    |
| ------ | -------- | ------------- | ----- |
|        | Словачка | контакт       | 2000. |
| Извор  |          |               |       |